# Mallinella decurtata
Mallinella decurtata là một loài nhện trong họ Zodariidae.
Loài này thuộc chi Mallinella. Mallinella decurtata được Tord Tamerlan Teodor Thorell miêu tả năm 1899.